# Route nationale 605
Die N605 war von 1933 bis 1973 eine französische Nationalstraße, die zwischen Rieupeyroux und der N88 nördlich von Carmaux verlief. Ihre Länge betrug 35 Kilometer.

## N605a
Die N605A war von 1933 bis 1973 ein Seitenast der N605, der von dieser in La Salvetat-Peyralès abzweigte und zur N111 südöstlich von Villefranche-de-Rouergue führte. Ihre Länge betrug 13,5 Kilometer.